# 長吻歧鬚鮠
長吻歧鬚鮠（学名：Synodontis longirostris）為輻鰭魚綱鯰形目倒立鯰科的一種熱帶淡水魚，其种加词“longirostris”意为“长吻的”。分布於非洲剛果河及烏班基河流域，體長可達66公分，棲息在底中層水域，生活習性不明。